# Halston
Roy Halston Frowick, känd mononymt som Halston, född 23 april 1932 i Des Moines i Iowa, död 26 mars 1990 i San Francisco i Kalifornien, var en amerikansk modeskapare och modist som slog igenom internationellt under 1970-talet.
Halston föddes 1932 i Des Moines, Iowa, som andra sonen till den norsk-amerikanska revisorn James Edward Frowick och hans fru Hallie Mae. Halston utvecklade tidigt ett intresse för att sy med inspiration från sin mormor och han började skapa hattar samt göra ändringar i sin mor och systers garderober. 
Halston växte upp i Des Moines men flyttade till Evansville i Indiana vid tio års ålder. Efter examen vid Benjamin Bosse High School 1950 studerade han en period på Indiana University, innan han skrev in sig vid School of the Art Institute of Chicago.
År 1953 öppnade Halston sin egen modiströrelse. Hans första kund var skådespelaren och komikern Fran Allison. Halstons hattar bars även av Kim Novak, Gloria Swanson, Deborah Kerr och Hedda Hopper.
Halston uppnådde stor berömmelse efter att ha designat pillerburkshatten som Jacqueline Kennedy bar på sin makes, John F. Kennedys, installation 1961.
När hattar inte längre var moderiktiga började Halston istället designa kläder. Han öppnade sin första butik på Madison Avenue 1968.